# Маэл Брессайл мак Мурхада

Ирландия в VIII — первой трети IX века

Маэл Брессайл мак Мурхада (др.‑ирл. Máel Bressail mac Murchada; погиб в 819) — король Кенел Конайлл (804—819).

## Биография
Маэл Брессайл был сыном Мурхада мак Флайтбертайга, который в 754—767 годах правил северо-ирландским суб-королевством Кенел Конайлл. После смерти Мурхада новым правителем стал его племянник Домналл мак Аэда Муйндейрг, скончавшийся в 804 году. О том, кто был непосредственным преемником Домналла, в ирландских анналах не сообщается, но современные историки предполагают, что им был Маэл Брессайл.
Правление Маэл Брессайла мак Мурхады очень скупо освещено в исторических источниках. Из них известно, что в 815 году произошёл вооружённый конфликт между Кенел Конайлл и верховным королём Ирландии Аэдом Посвящённым. Причиной столкновения послужило убийство жителями Кенел Конайлл Колмана, брата верховного короля. В ответ Аэд разорил владения Маэл Брессайла и убил одного из королевских приближённых Рогайллнеха мак Флайтгуйса. В 819 году произошло сражение между войсками Маэл Брессайла и нового короля Айлеха Мурхада мак Маэл Дуйна. Среди погибших в этой битве был и сам король Кенел Конайлл.
В анналах не сообщается, кто получил престол после гибели Маэл Брессайла. Следующим правителем Кенел Конайлл, о котором известно из исторических источников, был Далах мак Муйрхертайг, упоминающийся в 870 году. Ближайшим потомкам Маэл Брессайла мак Мурхады, его сыну Энгусу и внуку Маэл Дорайду, так и не удалось овладеть королевским титулом. Только его правнук, также Маэл Брессайл, смог в последней трети IX века взойти на престол Кенел Конайлл.